# Etten-Leur
Etten-Leur  è una municipalità dei Paesi Bassi di 42 395 abitanti situata nella provincia del Brabante Settentrionale.